# Energieministerium
Ein Energieministerium ist ein Ministerium, das heißt die oberste Regierungsbehörde eines Staates oder eines Bundeslandes, das sich mit den Fragen der Energiepolitik und der volkswirtschaftlichen Energiewirtschaft befasst.

## Aufgaben und Tätigkeit
Zentrale Aufgaben eines Energieministeriums sind die Unterstützung des Infrastrukturaufbaus für die gesicherte Energieversorgung, die Regulierung und Überwachung der Energiemärkte sowie die Begrenzung der negativen Begleiterscheinungen der Energiegewinnung auf Umwelt und Mensch. Im Zusammenhang mit der globalen Erwärmung rückt in vielen Ländern der Umbau der Energiewirtschaft weg von fossiler, hin zu erneuerbarer Energie zunehmend in den Mittelpunkt. Durch Erlassung entsprechender Gesetze und Auflegen von Förderprogrammen sollen klimaschonende Technologien der Energieerzeugung und das Energiesparen gefördert werden.
In vielen Ländern/Staaten gibt es für das Ressort Energie kein eigenes Ministerium, sondern es ist mit anderen, häufig dem Wirtschaftsministerium, dem Umweltministerium oder dem Bergbauministerium, kombiniert. Manchmal ist die Zuständigkeit für das Thema Energie auch zwischen verschiedenen Ministerien aufgeteilt.
Viele Energieministerien haben ihre Aufgaben teilweise an eine Energieagentur delegiert, die dem Ministerium untersteht.

## Beispiele

### Deutschland
- Deutschland – Bundesministerien:
  - Bundesministerium für Wirtschaft und Klimaschutz
    - zuvor: Bundesministerium für Umwelt, Naturschutz und Reaktorsicherheit, Abteilung Klimaschutz, Umwelt und Energie, Erneuerbare Energien, Internationale Zusammenarbeit
- Landesministerien:
  -  Baden-Württemberg: bis 2011 Wirtschaftsministerium Baden-Württemberg, Abteilung Energie und Wohnungsbau, Legislaturperiode ab 2011: Ministerium für Umwelt, Klima und Energiewirtschaft
  -  Bayern: Bayerisches Staatsministerium für Wirtschaft, Infrastruktur, Verkehr und Technologie, Bereich Energie und Rohstoffe
  -  Brandenburg: Ministerium für Wirtschaft, Arbeit und Energie
  -  Berlin: Senatsverwaltung für Wirtschaft, Energie und Betriebe
  -  Hessen: Ministerium für Wirtschaft, Energie, Verkehr und Landesentwicklung
  -  Mecklenburg-Vorpommern: Ministerium für Energie, Infrastruktur und Landesentwicklung des Landes Mecklenburg-Vorpommern
  -  Niedersachsen: Ministerium für Umwelt, Energie und Klimaschutz / Ministerium für Wirtschaft, Arbeit und Verkehr
  -  Nordrhein-Westfalen: Ministerium für Wirtschaft, Mittelstand und Energie
  -  Saarland: Ministerium für Wirtschaft, Arbeit, Energie und Verkehr
  -  Sachsen: Sächsisches Staatsministerium für Wirtschaft, Arbeit und Verkehr
  -  Sachsen-Anhalt: Ministerium für Umwelt, Landwirtschaft und Energie des Landes Sachsen-Anhalt, Abteilung Energie, Klimaschutz, Nachhaltigkeit
  -  Schleswig-Holstein: Ministerium für Energiewende, Landwirtschaft, Umwelt, Natur und Digitalisierung
  -  Thüringen: Ministerium für Wirtschaft, Arbeit und Technologie

### Andere Staaten
- Österreich: Bundesministerium für Klimaschutz, Umwelt, Energie, Mobilität, Innovation und Technologie
- Vereinigte Staaten: Energieministerium der Vereinigten Staaten
- Belgien: Föderaler Öffentlicher Dienst Wirtschaft, KMB, Mittelstand und Energie
- Gambia: Ministerium für Erdöl, Energie und Bodenschätze
- Litauen: Energieministerium (Litauen)
- Namibia: Ministerium für Bergbau und Energie
- Norwegen: Energidepartementet
- Schweiz: Eidgenössisches Departement für Umwelt, Verkehr, Energie und Kommunikation
- Türkei: Ministerium für Energie und Naturschätze[3]
- Vereinigtes Königreich: Secretary of State for Energy and Climate Change

Die EU-Kommission hat einen Kommissar für Energie (seit 1. November 2014 Miguel Arias Cañete); er leitet die Generaldirektion der Europäischen Kommission für Energie (Directorate-General for Energy).